# Gentlemansekretæren
Gentlemansekretæren è un film muto del 1916 diretto da Martinius Nielsen.

## Produzione
Il film fu prodotto dalla Nordisk Film Kompagni.

## Distribuzione
In Danimarca, il film fu distribuito dalla Fotorama, presentato al Panoptikon di Copenaghen il 4 marzo 1916.